# Strövkår
Strövkår är en självständig truppstyrka som utför förflyttningar, ofta bakom fiendens linjer, med syfte att störa förbindelser och underhållslinjer.